# Andrés Blanco
Pour les articles homonymes, voir Blanco.
Andrés Eloy Blanco Perez, né le 11 avril 1984 à Urama (État de Carabobo) au Venezuela, est un joueur de champ intérieur au baseball. Il évolue en Ligue majeure avec les Phillies de Philadelphie.
Il porte le même nom que le poète vénézuélien Andrés Eloy Blanco.

## Carrière
Andrés Blanco signe un contrat avec les Royals de Kansas City en 2000. Il joue son premier match en Ligue majeure avec cette équipe le 17 avril 2004. De 2004 à 2006, il dispute un total de 78 parties pour les Royals, qui font surtout appel à lui comme joueur d'arrêt-court.
Il passe la saison 2007 en ligues mineures. Devenu agent libre à l'automne, il signe avec les Cubs de Chicago. En 2008, il passe toute l'année au niveau AAA chez les Cubs de l'Iowa, le club-école de l'équipe. Il accepte un nouveau contrat avec les Cubs pour la saison 2009 et dispute 53 rencontres en Ligue majeure avec Chicago. Le 29 juillet contre Houston, il frappe son premier coup de circuit au plus haut niveau, un coup en solo face au lanceur des Astros, Doug Brocail.
Blanco est échangé aux Rangers du Texas le 27 mars 2010. Avec Joaquín Árias, il partage le poste de deuxième but remplaçant de Ian Kinsler.
Après deux saisons comme réserviste chez les Rangers, il rejoint en décembre 2011 les Nationals de Washington. Après avoir tenté sans succès de se tailler un poste chez les Nationals pour 2012, il rejoint à la fin mars les Phillies de Philadelphie. Il frappe pour ,277 de moyenne au bâton avec un coup de circuit en 25 matchs des Phillies en 2014.
Blanco est un frappeur ambidextre.

## Statistiques
| Saison | Équipe       | G   | AB   | R   | H   | 2B | 3B | HR | RBI | SB | BA   |
| ------ | ------------ | --- | ---- | --- | --- | -- | -- | -- | --- | -- | ---- |
| 2004   | Kansas City  | 19  | 60   | 9   | 19  | 2  | 2  | 0  | 5   | 1  | .317 |
| 2005   | Kansas City  | 26  | 79   | 6   | 17  | 0  | 1  | 0  | 5   | 0  | .215 |
| 2006   | Kansas City  | 33  | 87   | 9   | 21  | 4  | 1  | 0  | 9   | 0  | .241 |
| 2009   | Chicago Cubs | 53  | 123  | 15  | 31  | 8  | 0  | 1  | 12  | 0  | .252 |
| 2010   | Texas        | 68  | 166  | 17  | 46  | 10 | 1  | 0  | 13  | 0  | .277 |
| 2011   | Texas        | 36  | 76   | 9   | 17  | 3  | 0  | 2  | 3   | 0  | .224 |
| 2014   | Philadelphie | 25  | 47   | 4   | 13  | 5  | 0  | 1  | 3   | 0  | .277 |
| 2015   | Philadelphie | 106 | 233  | 32  | 68  | 22 | 3  | 7  | 25  | 1  | .292 |
| 2016   | Philadelphie | 90  | 190  | 26  | 48  | 15 | 1  | 4  | 21  | 2  | .253 |
| 2017   | Philadelphie | 80  | 130  | 10  | 25  | 4  | 0  | 3  | 13  | 1  | .192 |
| Totaux | Totaux       | 536 | 1191 | 137 | 305 | 73 | 9  | 18 | 109 | 5  | .256 |

Note : G = Matches joués ; AB = Passages au bâton; R = Points ; H = Coups sûrs ; 2B = Doubles ; 3B = Triples ; 
HR = Coup de circuit ; RBI = Points produits ; SB = Buts volés ; BA = Moyenne au bâton.